# مرغ دوزنده سرسیاه
مرغ دوزنده سرسیاه (نام علمی: Orthotomus nigriceps) نام یک گونه از سرده مرغ دوزنده است.